# Wielka Brytania (wyspa)
Wielka Brytania (ang. Great Britain, wal. Prydain Fawr, gael. Breatainn Mhòr) – wyspa na północy Oceanu Atlantyckiego, położona na północny zachód od kontynentalnej Europy. W całości wchodzi w skład państwa Wielka Brytania, stanowiąc większość jego powierzchni (Anglia, Szkocja i Walia). Jest największą wyspą w archipelagu Wysp Brytyjskich i zarazem największą wyspą Europy, jej powierzchnia wynosi 209 331,1 km², co czyni ją także 9. wyspą pod względem powierzchni na świecie. Wielka Brytania jest też najludniejszą wyspą w Europie i 3. pod względem liczby ludności wyspą na świecie zaraz po Jawie i Honsiu.
Od kontynentalnej Europy oddziela ją kanał La Manche (ang. English Channel, „Kanał Angielski”), który w najwęższym miejscu (Cieśnina Kaletańska) ma szerokość 32 km. Od położonej na zachód Irlandii oddziela Wielką Brytanię Morze Irlandzkie oraz Kanał Świętego Jerzego i Kanał Północny.